# Vòlvox
Vòlvox és un gènere d'algues verdes de la família Volvocaceae, un dels cloròfits més coneguts i és el més desenvolupat d'un conjunt de gèneres que formen colònies esfèriques. Cada Vòlvox està constituït per nombroses cèl·lules flagel·lades similars a Chlamydomonas, entre unes 1.000-3.000 en total, interconnectades i alineades en una esfera.